# Jerry Spoutnik
Pour plus de détails, voir Fiche technique et Distribution.
Jerry Spoutnik (Is There a Doctor in the Mouse?) est un cartoon de Tom et Jerry réalisé par Chuck Jones et Maurice Noble, produit par la Metro-Goldwyn-Mayer sorti en 1964.

## Sypnosis
Jerry invente une potion qui, lorsqu'il la boit, le rend rapide et peut tout manger sans que le pauvre Tom ne s'en rende compte. Le chat décide de le filmer et en mettant le mode super ralenti, il voit que la mouche ultra-rapide qui est dans ses pensées n'était autre que Jerry... Il invente des stratagèmes pour manger Jerry avant. Lorsque la souris redevient normale, elle réinvente une potion qui la rend géante. Tom en pleure alors d'étonnement.

## Musique
- Eugene Poddany